# Orlando Luz
Orlando Luz (n, 8 de febrero de 1998) es un jugador brasileño de tenis.
Luz hizo su debut en la ATP en 2017, cuando recibió un wildcard para el Torneo de Brasil 2017, perdió en primera ronda ante Gastão Elias.
Hizo su debut en Grand Slam en dobles en el Torneo de Roland Garros 2024 como alternativa junto a Marcelo Zormann.

## Carrera

### Junior
Su mayor logro ha sido conquistar Wimbledon en categoría doble juniors, lo hizo en el 2014 junto a su compatriota Marcelo Zormann como pareja y derrotaron en la final al dúo del estadounidense Stefan Kozlov y el ruso Andrey Rublev.

#### Títulos Grand Slam Junior[2]

##### Dobles
| Año  | Campeonato              | Superficie | Compañero       | Rivales                     | Marcador final |
| ---- | ----------------------- | ---------- | --------------- | --------------------------- | -------------- |
| 2014 | Campeonato de Wimbledon | Hierba     | Marcelo Zormann | Stefan Kozlov Andrey Rublev | 6-4, 3-6, 8-6  |

## Títulos ATP (1; 0+1)

### Dobles (1)
| Leyenda                         |
| ------------------------------- |
| Grand Slam (0)                  |
| ATP World Tour Finals (0)       |
| ATP World Tour Masters 1000 (0) |
| ATP World Tour 500 (0)          |
| ATP World Tour 250 (1)          |

| N.º | Fecha               | Torneo | Superficie    | Pareja       | Oponentes en la final        | Resultado |
| --- | ------------------- | ------ | ------------- | ------------ | ---------------------------- | --------- |
| 1.  | 21 de julio de 2024 | Bastad | Tierra batida | Rafael Matos | Manuel Guinard Grégoire Jacq | 7-5, 6-4  |

#### Finalista (1)
| N.º | Fecha              | Torneo   | Superficie    | Pareja      | Oponentes en la final          | Resultado |
| --- | ------------------ | -------- | ------------- | ----------- | ------------------------------ | --------- |
| 1.  | 2 de marzo de 2024 | Santiago | Tierra batida | Matías Soto | Tomás Barrios Alejandro Tabilo | 2-6, 4-6  |

## Títulos ATP Challenger (20; 0+20)

### Dobles (20)
| N.º | Fecha      | Torneo                       | Superficie    | Compañero              | Oponentes en la final                        | Resultado           |
| --- | ---------- | ---------------------------- | ------------- | ---------------------- | -------------------------------------------- | ------------------- |
| 1.  | 08.06.2019 | Challenger de Little Rock    | Dura          | Matías Franco Descotte | Treat Huey Max Schnur                        | 7-5, 1-6, [12-10]   |
| 2.  | 06.10.2019 | Challenger de Campinas       | Tierra batida | Rafael Matos           | Miguel Ángel Reyes-Varela Fernando Romboli   | 6-7(2), 6-4, [10-8] |
| 3.  | 01.02.2020 | Challenger de Punta del Este | Tierra batida | Rafael Matos           | Juan Manuel Cerúndolo Thiago Agustín Tirante | 6-4, 6-2            |
| 4.  | 20.02.2021 | Challenger de Concepción     | Tierra batida | Rafael Matos           | Sergio Galdós Diego Hidalgo                  | 7-5, 6-4            |
| 5.  | 24.04.2021 | Challenger de Tallahassee    | Tierra batida | Rafael Matos           | Sekou Bangoura Donald Young                  | 7-6(2), 6-2         |
| 6.  | 18.06.2021 | Challenger de Forli          | Tierra batida | Sergio Galdós          | Pedro Cachín Camilo Ugo Carabelli            | 7-5, 2-6, [10-8]    |
| 7.  | 17.07.2021 | Challenger de Iasi           | Tierra batida | Felipe Meligeni Alves  | Hernán Casanova Roberto Ortega Olmedo        | 6-3, 6-4            |
| 8.  | 30.07.2021 | Challenger de Trieste        | Tierra batida | Felipe Meligeni Alves  | Antoine Hoang Albano Olivetti                | 7-5, 6-7(6), [10-5] |
| 9.  | 07.08.2021 | Challenger de Cordenons      | Tierra batida | Rafael Matos           | Sergio Galdós Renzo Olivo                    | 6-4, 7-6(5)         |
| 10. | 11.09.2021 | Challenger de Kiev           | Tierra batida | Aleksandr Nedovyesov   | Denys Molchanov Sergiy Stakhovsky            | 6-4, 6-4            |
| 11. | 18.12.2021 | Challenger de Rio de Janeiro | Dura          | Rafael Matos           | Fernando Romboli James Cerretani             | 6-3, 7-6(2)         |
| 12. | 22.01.2023 | Challenger de Piracicaba     | Tierra batida | Marcelo Zormann        | Andrea Collarini Renzo Olivo                 | w/o                 |
| 13. | 30.03.2024 | Challenger de São Leopoldo   | Tierra batida | Marcelo Demoliner      | Liam Draxl Alexander Weis                    | 7-5, 3-6, [10-8]    |
| 14. | 22.06.2024 | Challenger de Poznań         | Tierra batida | Marcelo Demoliner      | Jakob Schnaitter Mark Wallner                | 5-7, 6-2, [10-6]    |
| 15. | 10.08.2024 | Challenger de Bonn           | Tierra batida | Théo Arribagé          | Jeevan Nedunchezhiyan Vijay Sundar Prashanth | 6-2, 6-4            |
| 16. | 12.10.2024 | Challenger de Villa María    | Tierra batida | Marcelo Demoliner      | Boris Arias Federico Zeballos                | 0-6, 6-3, [10-4]    |
| 17. | 19.10.2024 | Challenger de Campinas       | Tierra batida | Mateus Alves           | Tomás Barrios Facundo Mena                   | 6-3, 6-4            |
| 18. | 16.11.2024 | Challenger de Montevideo     | Tierra batida | Guido Andreozzi        | Mariano Kestelboim Franco Roncadelli         | 4-6, 6-3, [10-8]    |
| 19. | 01.02.2025 | Challenger de Piracicaba     | Tierra batida | Guido Andreozzi        | Marcelo Demoliner Fernando Romboli           | 6-7(4), 6-2, [11-9] |
| 20. | 22.03.2025 | Challenger de Murcia         | Tierra batida | Grégoire Jacq          | Jesper de Jong Mats Hermans                  | 6-4, 6-4            |